# Maison de Haro
 (décembre 2023).
Si vous disposez d'ouvrages ou d'articles de référence ou si vous connaissez des sites web de qualité traitant du thème abordé ici, merci de compléter l'article en donnant les références utiles à sa vérifiabilité et en les liant à la section « Notes et références ».
 (juillet 2017).

Blason de la maison de Haro.

La famille de Haro, était une lignée de la noblesse féodale de la cour castillane, titulaire de la seigneurie de Biscaye, entre les XIe et XIVe siècles, à l'origine du territoire historique et province de Biscaye, au Pays basque.

## Diego Lopez I de Haro
Diego Lopez I de Haro (vers 1075 - 1124) surnommé le Blanco (le blanc), fils de Lope Iñiguez. Il a été le troisième seigneur de Biscaye entre les années 1093 et 1124. A peuplé la ville de  Haro, probablement dans la zone de Villabona, et a incorporé le nom de ville à son nom de famille, la famille étant connue depuis lors sous ce nom. Soutien d'Alphonse le Batailleur, Roi d'Aragon et de Navarre dans la conquête de Saragosse ainsi que d'autres batailles.
Il a épousé Doña Almicena, fille du Seigneur de Saint-Jean-Pied-de-Port, avec laquelle il aura un fils, Don  Lope Diaz, et en secondes noces avec Doña Maria Sánchez (selon un écrit de 1121).

## Lope Diaz I de Haro
Lope Diaz I de Haro (vers 1110 - 1170), quatrième seigneur de Biscaye entre 1124 et 1170. Comme son père, il a continué à soutenir  Alphonse le Batailleur jusqu'à ce que ce dernier meure, moment où  Alphonse VII de León et Castille gendre d'Alphonse et fils d'Alphonse VI, et  Urraque. On a considéré son droit à la succession. Celui-ci avec l'appui de Lope Díaz, pénétra dans toute la Rioja s'appropriant de celle-ci. Après le décès d'Alfonso VII, Lope a continué à servir son successeur, Sanche le Désiré, en obtenant le titre de sous-lieutenant royal, comme il est mentionné  depuis 1158.
Il est probable (bien qu'il y a des données contradictoires) qu'il épousera Aldonza Rodriguez de Castro, fille de Rui Fernández El Calvo (le chauve), en ayant au moins trois fils. Diego Lopez II Haro, Martin Lopez de Haro et Urraca Lopez de Haro, femme du roi  Don Ferdinand II de León.

## Diego Lopez II de Haro
Diego López II de Haro dit le Bon ou encore le Mauvais (av. 1162 - 16/10/1214). Fils de Lope Diaz I de Haro, comte de Nájera (av. 1126-1170) et de la comtesse Aldonza. Il fut un magnat de toute première importance dans le royaume de Castille sous le règne d'Alphonse VIII (1158-1214). Il joua un rôle décisif dans l'ascension du lignage Haro ainsi que dans la construction de l'identité nobiliaire de ce groupe, appelé à dominer la société politique castillane puis castillano-léonaise pendant tout le XIIIe siècle. Une lutte de propagande autour de ce personnage clé entre ses successeurs et la monarchie à un moment de graves troubles politiques, conduisit à la fin du XIIIe siècle à l'élaboration d'une image noire et d'une légende dorée, qui aboutirent à la création de ses surnoms opposés.

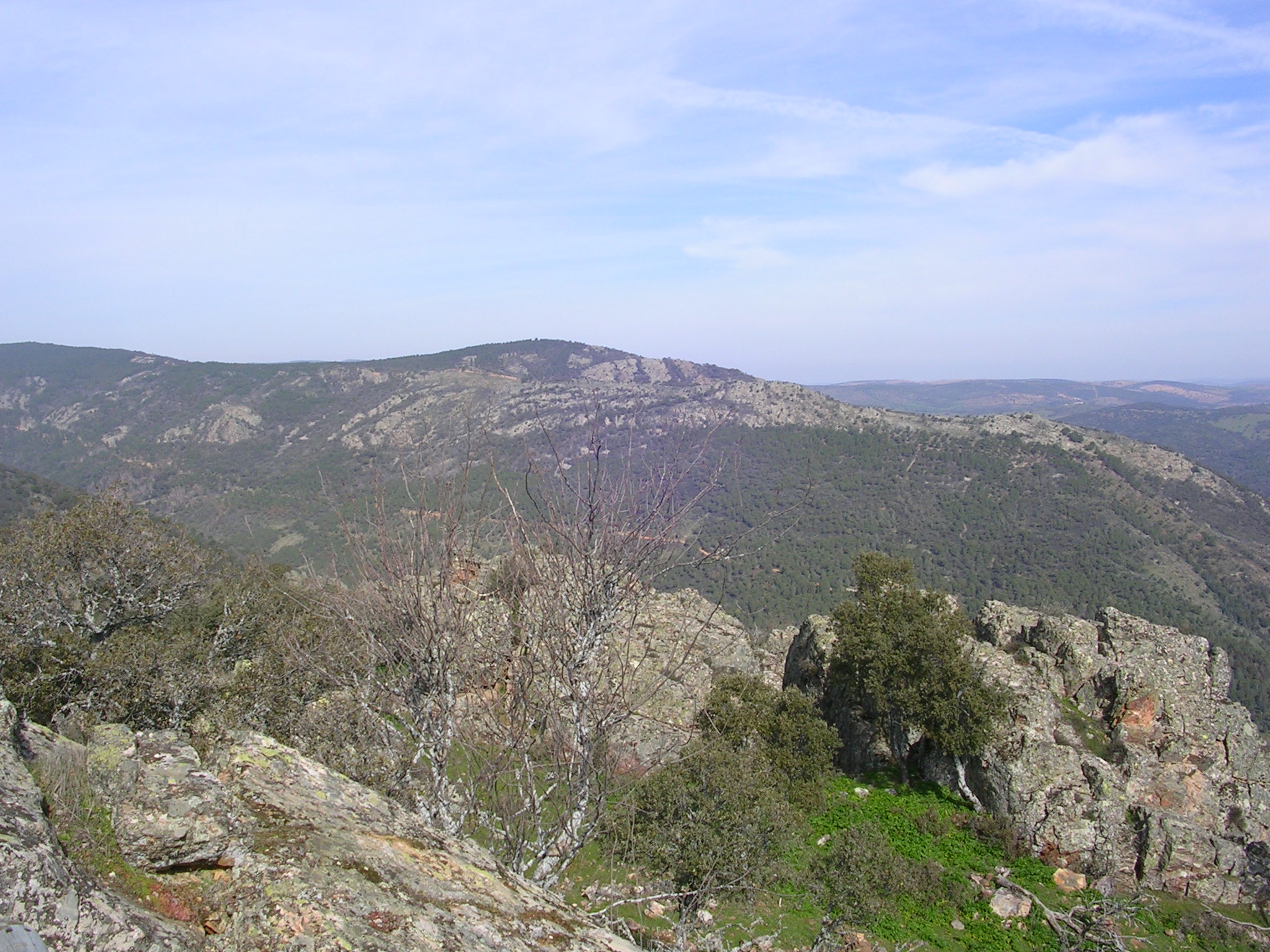
Col de Despeñaperros

## Lope Diaz II de Haro
Lope Diaz II de Haro, Cabeza Brava (vers 1170 - 1236), sixième  Seigneur de Biscaye entre les années 1214 et 1236 Combattit avec son père dans la Bataille de Las Navas de Tolosa, ainsi que dans beaucoup d'expéditions contre les Maures en Andalousie, la plus importante étant la prise de Baeza en 1227.

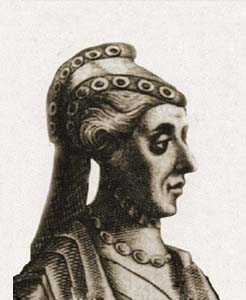
Mencia Lopez de Haro, Reine du Portugal

Il a contracté un mariage avec Urraca Alfonso, fille du roi  Don Alphonse IX de León, avec qui Il aura six fils. Diego Lopez III de Haro, Sancho Lopez de Haro, Lope el chico, Alonso Lopez de Haro père de Juan Alonso de Haro el viejo, Berenguella Lopez de Haro mariée avec Rodrigo González Girón, Urraca Diaz de Haro mariée avec Fernando de Castro. Il aura trois autres fils avec Toda de Santa Gadea, seigneure très noble et principale de la lignée des Salcedos, seigneurs d'Ayala, qui ont été Mencía López de Haro Reine du Portugal, la femme du roi Sanche II de Portugal, Lope Diaz de Haro, évêque de Ségovie, et Diego Lopez de Salcedo marié avec Doña María Álvarez, fille Alvaro Fernández Potesta.

## Diego Lopez III de Haro
Diego Lopez III de Haro (? - Baños de Rioja (Rioja), 1254), septième seigneur de Biscaye entre 1236 et 1254. Durant les premières années il a servi avec fidélité le roi  San Fernando contre lequel il se rebellera plus tard à plusieurs reprises, mais obtenant son pardon. Il a été maintenu à ses côtés jusqu'à son décès, après lequel est arrivé au trône  Alphonse X le Sabio avec lequel Diego López a continué dans sa position.
Il épousera Doña Constanza de Bearne, a d'abord aidé  Jacques le Conquérant (1208-1276) dans sa lutte contre les Maures pour incorporer les îles Baléares à la  Couronne d'Aragon entre 1229 et 1235. De son mariage il a eu quatre fils : M. Lope Diaz III de Haro, qui lui succédera dans la Seigneurie de Biscaye, Don Diego Lopez V de Haro, qui l'a aussi occupé, Doña Urraca Diaz de Haro, qui épousera son cousin au second degré, Fernán Ruiz Castro et de Doña Teresa Diaz de Haro, qui s'est mariée avec Don Juan Nuñez de Lara, dont la descendance a arrêté la seigneurie biscayenne.

## Lope Diaz III de Haro
Lope Diaz III de Haro (? - Alfaro, 1288), huitième  seigneur de Biscaye, entre 1254 et 1288. Il a succédé à son père dans la seigneurie de Biscaye en étant le moins âgé.
Le 21 avril 1282, Don  Alphonse X le Sabio a été  destitué du royaume, et le roi de Castille  Don Sanche a été nommé. Celui-ci était marié à une sœur de la femme de  Don Lope Diaz III de Haro, raison pour laquelle, le seigneur de Biscaye a été  politicien du roi Don Sanche IV de Castille. Ceci a donné à Lope un grand pouvoir, qui, uni à son ambition démesurée a provoqué beaucoup de problèmes au roi.
Le 8 juin 1288 Lope Diaz se trouvait à Alfaro discutant des questions du châteaux et des femmes avec Sancho IV. Celle-ci s'élevant, Don Sanche a ordonné l'arrestation de Lope de Haro. Ce dernier se jeta alors contre le roi avec un couteau et c'est un chevalier du roi lui coupa la main droite avec une grande  épée et deux coups de  massues ont mis un terme à sa vie.
Il a été marié avec Doña Juana de Molina avec laquelle il a eu deux fils. Diego Lopez IV Haro et Maria Diaz I de Haro.

## Diego Lopez IV de Haro
Diego Lopez IV de Haro (? - 1289), neuvième  seigneur de Biscaye entre 1288 et 1289. Avec le décès de leur père ont commencé les confrontations entre la Biscaye et la Castille. Diego Lopez (Diego López en espagnol) on a uni la Navarre et l'Aragon pour combattre  Don Sanche et reconnaître comme roi de Castille Alphonse de La Cerda. Les choses se compliquent puisque plusieurs communes sont tombées entre les mains de Don Sancho, dont Labastida, Orduña et Balmaseda (Valmaseda en espagnol). Dans tout ceci, la Biscaye a répondu à l'appel de Don Diego et on arme ses  maisons forte et  châteaux, le nommant seigneur des terres de biscaye. Sanche a finalement occupé la Biscaye.
Le décès de Diego Lopez IV sans  descendance a fait que son héritage a été disputé.

## Diego Lopez V de Haro
Diego Lopez V de Haro (? - 1310), surnommé El intruso (l'Intrus) et le frère de Lope Diaz III de Haro. Seigneur de Biscaye entre 1295 et 1310. Le 25 avril 1295, meurt  Don Sanche le Brave et Don Diego Lopez de Haro V profitera des troubles de la  Cour et de la faiblesse de  Ferdinand IV, il entre en Biscaye et la prend sans résistance, sans que Maria Diaz I de Haro, légitime de Biscaye puisse opposer la moindre résistance. Son mari, le fantassin  Don Juan se trouvait encore en prison depuis la catastrophe d'Alfaro (où mourra Lope Diaz III de Haro).
Le fantassin Don Juan étant libre, il tentera d'obtenir que lui soit restituée la seigneurie. Ne l'obtenant pas, il s'alliera à d'autres mécontentents pour combattre la reine regente Maria de Molina, qui a été défendu par Diego Lopez V de Haro.
Diego Lopez V de Haro a transformé le village maritime de Bilbao en ville le 15 juin 1300.
En mars 1307, Diego Lopez trouve un accord avec Maria Díaz de Haro pour que celle-ci soit son successeur à son décès.
La guerre contre les Maures continuant, Diego Lopez V de Haro accompagnera le roi Ferdinand IV, pendant le siège d'Algésiras, où Diego meurt durant les premiers jours de janvier 1310.

## Maria Diaz I de Haro
Maria Diaz I de Haro (? - 3 novembre 1342). Seigneure de 1310 à 1322 et 1326 à 1334.
Mariée avec le fantassin  Don Juan le 10 janvier 1287, avec lequel elle a eu Lope, qui est mort jeune, Maria, qui a épousé Juan Nuñez de Lara III, et  Juan dit le borgne.
Les escarmouches continuaient entre les lignées du pays et Maria Diaz de Haro s'est retirée pour une saison des affaires publiques, en laissant la charge de la seigneurie à son fils Juan.
Après l'assassinat de son fils Juan, par ordre d'Alphonse XI, Maria Diaz a abandonné la Castille. Alphonse XI a tenté de prendre la seigneurie de Biscaye, et a feint de l'obtenir habilement par l'intermédiaire de  Garcilaso de la Vega, qui rendit visite à Doña Maria, mais le droit de celle-ci est resté intact.

## Juan de Haro
Juan de Haro, dit el Tuerto (le Borgne) (? - 1326). Seigneur de Biscaye entre 1322 et 1326. Le 31 octobre 1326 il a été assassiné à  Toro sur ordre du roi Alphonse XI.
Juan le borgne, a été le père de Maria Diaz II de Haro.

## Maria Diaz II de Haro
Maria Diaz II de Haro (? - 1350). Seigneure de Biscaye entre 1334 et 1349. Elle a été le conjoint Juan Núñez de Lara IV,. Au début de sa seigneurie, elle essaiera à nouveau d'arracher à Alphonse XI, en déclarant une véritable guerre civile entre castillans et biscayens. Comme, tant au roi qu'à Juan Núñez de Lara, leur convenait la paix, ils sont arrivés à un accord et Alphonse s'affaiblit dans sa persistance.
Le 16 septembre 1348 elle meurt, peu après avoir donné naissance à son fils Nuño. En décédant, son mari, Juan Núñez de Lara qui décédera à son tour en 1350, a continué avec la seigneurie de Biscaye. Ses fils ont été Juana Núñez de Lara qui sera l'épouse de Tello Castille et Seigneure de Biscaye, Isabel Núñez de Lara et Nuño de Lara, ce dernier, étant un enfant, héritera de la seigneurie de Biscaye. Dans ceci le roi Don Pedro tentera de s'approprier de l'enfant Don Nuño, mais les biscayens le protègeront en mettant avec la nourisse, madame Mencía, non sans que le roi la poursuive jusqu'à Santa Gadea (province de Burgos). Il mourra à l'âge de 5 ans.

## Mythologie
Au XVIe siècle on rassemble des histoires sur l'origine des Seigneurs de Biscaye. En se référant à Don Diego López de Haro, on dit ceci : 
"Era Don Diego López de Haro muy buen montañero, y estando un día en la parada aguardando que viniese el jabalí, oyó cantar en muy voz alta a una mujer encima de una peña; y fuese para ella muy fuertemente y preguntole quien era; y ella le dijo que era una mujer de muy alto linaje, y él le dijo que pues era mujer de muy alto linaje que casaría con ella, si ella quisiese, porque él era señor de aquella tierra; y ella le dijo que lo haría, pero con la condición de que le prometiese no santiguarse nunca, él se lo otorgó, y ella se fue luego con él. Esta dama era muy hermosa y muy bien hecha en todo su cuerpo, salvo que tenía un pie como de cabra. Vivieron gran tiempo juntos y tuvieron dos hijos, varón y hembra, y llamose el hijo Íñigo Guerra".
"Don Diego López de Haro était un très bon montagnard, et un jour, attendant un  sanglier, il a entendu chanter à très haute voix à une femme sur un rocher; il lui demanda qui elle était ; elle répondit qu'elle était une femme de lignée très haute, et il lui dit que, parce qu'il était une femme de très haute lignée il se marierait bienavec elle, si elle le voulait, parce qu'il était le Seigneur de cette terre ; et elle lui a dit qu'elle le ferait, mais à la condition qu'il lui promette de ne jamais se signer, il le lui a accordé, et elle a donc été avec lui. Cette dame était très belle et très bien faite dans tout son corps, sauf qu'elle avait un pied de  chèvre. Ils ont vécu ensemble un grand moment et ont eu deux enfants, un garçon et une fille, le fils s'appelait Íñigo Guerra".
Voir :  Mari

## Blasonnement de la famille(À traduire en langage héraldique)
(juillet 2017).
À partir de Diego Lopez de Haro el Bueno (le bon) : a los primitivos lobos de sable en campo de plata, por alusión al nombre "Lope", añadió los corderos atravesados en las bocas de los lobos y la bordura con aspas de San Andrés en alusión a su participación en la batalla de las Navas de Tolosa y de la toma de Baeza.